# Lisa María Sánchez
Lisa María Sánchez Ortega o Lisa Sánchez (Ciudad de México, 18 de marzo de 1984) es una activista mexicana reconocida por su trabajo de defensa en materia de derechos humanos, políticas públicas y legislación sobre seguridad ciudadana, y control internacional de drogas. Actualmente es directora general de México Unido Contra la Delincuencia (MUCD), una organización de la sociedad civil mexicana dedicada al análisis de políticas de seguridad, legalidad y justicia, y al desarrollo de proyectos de prevención social de la violencia y cultura de la legalidad. Lisa Sánchez es asidua colaboradora en Milenio Televisión y en Mexican Times. Se le reconoce como integrante de la Sociedad Mexicana de Autoconsumo Responsable y Tolerante, un grupo de ciudadanos que presentaron un amparo histórico ante la Suprema Corte de Justicia de la Nación sobre la legalización de la marihuana con fines lúdicos, acción que avanzó en México la discusión sobre la relación del tema con los derechos humanos.

## Estudios
Lisa Sánchez estudió la Licenciatura en Relaciones Internacionales en el Instituto Tecnológico y de Estudios Superiores de Monterrey, Campus Ciudad de México, de donde se graduó en 2006. Es Maestra en Ciencia Política por la Universidad Paris I Panthéon Sorbonne, y Maestra en Gestión Pública y Gobernanza por la London School of Economics and Political Science (LSE).

## Trayectoria en Organizaciones de la Sociedad Civil
El 1 de febrero de 2018 fue nombrada directora general de México Unido Contra la Delincuencia (MUCD), donde también se desempeñó como Directora de Política de Drogas. Desde dichos espacios ha promovido la discusión pública sobre las consecuencias en México de la estrategia de guerra contra las drogas, particularmente en lo relativo a los derechos humanos, la salud pública y la seguridad. En política de drogas ha contribuido con la reflexión sobre la necesidad de plantear la regulación como una alternativa de política pública.
Anteriormente colaboró en la Transform Drug Policy Fundation y fue Cofundadora del Programa de Política de Drogas de Espolea, una organización mexicana liderada por jóvenes que estuvo dedicada a la promoción de los derechos humanos y a la salud sexual y reproductiva.

## Cargos públicos
Lisa Sánchez se ha desempeñado en cargos públicos en el Gobierno Federal de México y en organismos internacionales. Trabajó en la Secretaría de Educación Pública (SEP) en un proyecto del Instituto Mexicano de la Juventud (IMJUVE), y en la Secretaría de Salud (SA), en un programa de reducción de la demanda de drogas como parte de la Iniciativa Mérida. Adicionalmente fungió como oficial de programa en la Organización de Estados Americanos.

## Publicaciones
Es autora de varias publicaciones, entre ellas:
- Ending the War on Drugs: How to Win the Debate in Latin America
- Debating Drugs: How to Make the Case for Legal Regulation
- National Assessment of Residential Treatment Services in Mexico